# Cardiff Met Women's Football Club
Actualités
Le Cardiff Met Women's Football Club est un club de football féminin basé à Cardiff, au pays de Galles. Il s'agit de l'équipe de la Cardiff Metropolitan University (en).

## Histoire
L'UWIC Ladies FC remporte le Championnat du pays de Galles féminin de football en 2011-2012, le qualifiant pour la Ligue des champions féminine de l'UEFA 2012-2013.
L'UWIC (University of Wales Institute, Cardiff) devient la Cardiff Metropolitan University en novembre 2011. Par conséquent, l'UWIC Ladies FC devient le Cardiff Met. Ladies AFC à l'issue de la saison 2011-2012.
En juillet 2018, le Cardiff Met Ladies Football Club se renomme en Cardiff Met Women's Football Club.

## Palmarès
- Championnat du pays de Galles féminin de football
  - Champion : 2012, 2014, 2015, 2016, 2018 et 2019
- Coupe du pays de Galles féminine de football
  - Vainqueur : 2014, 2017 et 2019
  - Finaliste : 2010, 2012 et 2013
- Coupe de la Ligue du pays de Galles féminine de football
  - Vainqueur : 2014, 2017, 2019, 2022 et 2023
  - Finaliste : 2018